# Collandres-Quincarnon
 Collandres-Quincarnon  là một xã thuộc tỉnh Eure trong vùng Normandie miền bắc nước Pháp.